# Plasmakante

Berechnete (0° und 60°) und gemessene (ca. 5°) Reflexionsspektren von Silber mit der charakteristischen Plasmakante ω_{p} und ω_{s} (siehe Plasmaresonanz)

Eine Plasmakante ist eine charakteristische Struktur in einem Reflexionsspektrum. Sie tritt bei Festkörpern an der Stelle im Spektrum auf, wo die Plasmaresonanz auftritt. Dort weist der Realteil ε1 der Dielektrizitätskonstante eine Nullstelle auf.
Bei Metallen (Beispiel: Silber) kann der Effekt gut nach der Drude-Theorie der freien Elektronen im Leitungsband erklärt werden, siehe bei Plasmaresonanz.

## Anwendungen
Die Plasmakante teilt das Reflexionsspektrum effektiv in zwei Teile: Bei kleineren Wellenlängen ist die Reflexion sehr niedrig, bei höheren sehr viel höher. Dies kann technisch ausgenutzt werden.
Eine Anwendung ist ein Solarselektivabsorber. Dieser soll das Problem lösen, dass ein Solarabsorber zwar durch Sonneneinstrahlung heiß wird, diese Energie zu einem merkbaren Anteil aber selbst wieder als Wärmestrahlung abstrahlt, bevor die Energie einer technischen Verwendung zugeführt werden kann. Die Plasmakante selektiert hier gerade in der richtigen Reihenfolge: Bei kleinen Wellenlängen, konkret im sichtbaren, speziell im grünen Spektralbereich, ist die Reflexion niedrig und die Absorption hoch. Bei größeren Wellenlängen, dem nahen Infrarot, wo die Wärmeabstrahlung stattfindet, ist die Reflexion hoch und damit die Abstrahlung niedrig. Es gibt jedoch nur sehr aufwändig herzustellende Materialien (meist hoch dotierte Halbleiter mit großer Bandlücke wie z. B. mit Zinn dotiertes Indiumoxid, aluminiumdotiertes Zinkoxid oder hochdotiertes Germanium), die die Plasmakante an der richtigen Stelle aufweisen (dem Übergang vom sichtbaren Licht zum Infrarot), so dass deren praktische Anwendung in Solarabsorbern eher selten ist.